# Закон Копа
Закон Копа — правило, названное в честь палеонтолога Эдварда Копа и постулирующее, что в ходе эволюционного развития видов размеры особей имеют тенденцию к увеличению. Правило было продемонстрировано на многих примерах (в том числе морских беспозвоночных, динозаврах, млекопитающих), однако оно проявляется не для всех таксономических уровней и клад. Эдвард Коп не формулировал правило в явном виде, оно было популяризировано Шарлем Депре (закон Копа — Депере) и Теодором Эймером. Название «Закон Копа» предложил Бернард Ренш. Увеличенный размер тела ассоциируется с улучшенной приспособленностью по ряду причин, однако сопровождается некоторыми недостатками как для индивидуума, так и для популяции. Клады, состоящие из более крупных особей более подвержены вымираниям, что может выступать ограничением наибольших размеров организмов.

## Эволюционные преимущества и недостатки
С увеличением в размерах организм может получать различные эволюционные преимущества, в том числе лучшую защиту от хищников, более разнообразный выбор пищи, увеличение продолжительности жизни, упрощение гомойотермии, увеличение мозга, устойчивость к долговременным изменениям климата. Наряду с преимуществами с увеличением размеров снижается плодовитость (использование K-стратегии вместо r-стратегии, длительный период вынашивания потомства), увеличивается потребности в воде и пище.

## Применимость
Многие палеобиологи сомневаются в универсальной применимости правила Копа, иногда считая его статистическим артефактом. Известны множественные примеры, противоречащие правилу Копа из разных геологических эпох. Часто наблюдается увеличение размеров видов, но этот процесс не универсален. Например среди родов моллюсков мелового периода увеличение размеров наблюдается не чаще, чем их сохранение или уменьшение. Часто правило Копа соблюдается только на определенных таксономических уровнях, например правило наблюдается на уровне отряда, но не в составляющих его семействах, либо работает лишь в отдельных кладах таксона.
Анализ 15 тысяч групп морских животных, существовавших в диапазоне до 542 миллионов лет назад, свидетельствует о применимости правила Копа и общей тенденции к увеличению объема живых существ.
Часто демонстрируется применимость правила к эволюции млекопитающих, хотя эффект более выражен для крупных видов.